# Football Club Groningen 2014-2015
Questa voce raccoglie le informazioni riguardanti lo  Football Club Groningen  nelle competizioni ufficiali della stagione 2014-2015.

## Rosa
| N. |                        | Ruolo | Calciatore           |
| -- | ---------------------- | ----- | -------------------- |
| 1  | Paesi Bassi (bandiera) | P     | Sergio Padt          |
| 2  | Paesi Bassi (bandiera) | D     | Johan Kappelhof      |
| 3  | Brasile (bandiera)     | D     | Eric Botteghin       |
| 4  | Paesi Bassi (bandiera) | D     | Martijn van der Laan |
| 5  | Paesi Bassi (bandiera) | D     | Lorenzo Burnet       |
| 6  | Paesi Bassi (bandiera) | C     | Maikel Kieftenbeld   |
| 7  | Paesi Bassi (bandiera) | C     | Jarchinio Antonia    |
| 8  | Paesi Bassi (bandiera) | C     | Michael de Leeuw     |
| 9  | Paesi Bassi (bandiera) | A     | Danny Hoesen         |
| 10 | Paesi Bassi (bandiera) | C     | Tjaronn Chery        |
| 11 | Slovacchia (bandiera)  | C     | Albert Rusnák        |
| 14 | Paesi Bassi (bandiera) | C     | Mimoun Mahi          |

| N. |                        | Ruolo | Calciatore          |  |
| -- | ---------------------- | ----- | ------------------- |  |
| 15 | Paesi Bassi (bandiera) | D     | Nick Bakker         |  |
| 16 | Paesi Bassi (bandiera) | C     | Hilal Ben Moussa    |  |
| 18 | Paesi Bassi (bandiera) | C     | Henk Bos            |  |
| 19 | Svezia (bandiera)      | A     | Dino Islamović      |  |
| 20 | Paesi Bassi (bandiera) | C     | Yoëll van Nieff     |  |
| 21 | Svezia (bandiera)      | C     | Rasmus Lindgren     |  |
| 22 | Svezia (bandiera)      | C     | Simon Tibbling      |  |
| 23 | Paesi Bassi (bandiera) | C     | Nick van der Velden |  |
| 24 | Paesi Bassi (bandiera) | C     | Tom Hiariej         |  |
| 26 | Paesi Bassi (bandiera) | P     | Peter van der Vlag  |  |
| 33 | Paesi Bassi (bandiera) | D     | Hans Hateboer       |  |
|    | Paesi Bassi (bandiera) | P     | Stefan van der Lei  |  |

## Risultati

### Campionato

#### Girone di andata
| 10 agosto 2014, ore 14:30 1ª giornata | Go Ahead Eagles | 2 – 3 | Groningen |  |

| 17 agosto 2014, ore 16:45 2ª giornata | Groningen | 3 – 1 | Heracles Almelo |  |

| 24 agosto 2014, ore 14:30 3ª giornata | ADO Den Haag | 3 – 0 | Groningen |  |

| 31 agosto 2014, ore 14:30 4ª giornata | Groningen | 2 – 0 | Ajax |  |

| 14 settembre 2014, ore 14:30 5ª giornata | Cambuur | 3 – 0 | Groningen |  |

| 21 settembre 2014, ore 16:45 6ª giornata | Utrecht | 1 – 0 | Groningen |  |

| 28 settembre 2014, ore 14:30 7ª giornata | Groningen | 1 – 0 | Willem II |  |

| 5 ottobre 2014, ore 14:30 8ª giornata | Feyenoord | 4 – 0 | Groningen |  |

| 19 ottobre 2014, ore 16:45 9ª giornata | Groningen | 1 – 1 | Excelsior |  |

| 25 ottobre 2014, ore 19:45 10ª giornata | AZ Alkmaar | 2 – 2 | Groningen |  |

| 2 novembre 2014, ore 16:45 11ª giornata | Groningen | 1 – 0 | NAC Breda |  |

| 8 novembre 2014, ore 19:45 12ª giornata | PEC Zwolle | 2 – 0 | Groningen |  |

| 23 novembre 2014, ore 12:30 13ª giornata | Groningen | 1 – 1 | PSV |  |

| 30 novembre 2014, ore 14:30 14ª giornata | Twente | 1 – 2 | Groningen |  |

| 7 dicembre 2014, ore 14:30 15ª giornata | Groningen | 1 – 1 | Heerenveen |  |

| 14 dicembre 2014, ore 14:30 16ª giornata | Groningen | 1 – 1 | Vitesse |  |

| 20 dicembre 2014, ore 19:45 17ª giornata | Dordrecht | 1 – 1 | Groningen |  |

#### Girone di ritorno
| 16 gennaio 2015, ore 20:00 18ª giornata | Ajax | 2 – 0 | Groningen |  |

| 25 gennaio 2015, ore 14:30 19ª giornata | Groningen | 2 – 2 | Utrecht |  |

| 31 gennaio 2015, ore 19:45 20ª giornata | Groningen | 2 – 0 | Go Ahead Eagles |  |

| 5 febbraio 2015, ore 18:30 21ª giornata | Heracles Almelo | 2 – 2 | Groningen |  |

| 8 febbraio 2015, ore 16:45 22ª giornata | Groningen | 2 – 4 | AZ Alkmaar |  |

| 14 febbraio 2015, ore 19:45 23ª giornata | Excelsior | 1 – 1 | Groningen |  |

| 22 febbraio 2015, ore 12:30 24ª giornata | Heerenveen | 3 – 1 | Groningen |  |

| 1 marzo 2015, ore 14:30 25ª giornata | Groningen | 1 – 1 | ADO Den Haag |  |

| 8 marzo 2015, ore 12:30 26ª giornata | Groningen | 2 – 0 | Dordrecht |  |

| 15 marzo 2015, ore 14:30 27ª giornata | PSV | 2 – 1 | Groningen |  |

| 22 marzo 2015, ore 14:30 28ª giornata | Groningen | 2 – 2 | Twente |  |

| 4 aprile 2015, ore 18:30 29ª giornata | Vitesse | 1 – 1 | Groningen |  |

| 12 aprile 2015, ore 14:30 30ª giornata | Groningen | 3 – 2 | Cambuur |  |

| 18 aprile 2015, ore 20:45 31ª giornata | Willem II | 1 – 4 | Groningen |  |

| 26 aprile 2015, ore 14:30 32ª giornata | Groningen | 1 – 1 | Feyenoord |  |

| 10 maggio 2015, ore 14:30 33ª giornata | Groningen | 0 – 1 | PEC Zwolle |  |

| 17 maggio 2015, ore 14:30 34ª giornata | NAC Breda | 4 – 5 | Groningen |  |